# Dobruša
Dobruša – wieś w Słowenii, w gminie Vodice. W 2018 roku liczyła 117 mieszkańców.